# Paranthura verrillii
Paranthura verrillii is een pissebed uit de familie Paranthuridae. De wetenschappelijke naam van de soort is voor het eerst geldig gepubliceerd in 1902 door Richardson.